# Илькаев, Радий Иванович
Ра́дий Ива́нович Илька́ев (род. 9 октября 1938, Тутура, Иркутская область) — советский и российский физик, специалист в области теоретической и экспериментальной ядерной физики, физики плазмы, лазерного термоядерного синтеза. Заслуженный деятель науки Российской Федерации (1999), академик РАН (2003). Почётный научный руководитель РФЯЦ-ВНИИЭФ. Является членом экспертной комиссии РСОШ по физике. Полный кавалер ордена «За заслуги перед Отечеством».

## Биография
В 1956 году поступил на физико-механический факультет Ленинградского политехнического института. После окончания второго курса в 1958 году перевелся в ЛГУ. В 1961 году окончил физический факультет Ленинградского государственного университета имени А. А. Жданова. После окончания поступил на работу во ВНИИЭФ.
Под руководством Р. И. Илькаева разработана концепция сверхмощной лазерной установки «Искра-6», основанная на лазере петаваттного уровня «Луч».
В 2000 году избран членом-корреспондентом РАН, в 2003 — действительным членом РАН.
С 2008 года является членом Президиума Нижегородского научного центра РАН.
С 26 июля 2010 года — член Патриаршего совета по культуре (Русская православная церковь).
С 2011 года — заведующий кафедрой электронных измерительных систем (кафедра 26) НИЯУ МИФИ.

## Научная деятельность
Научные достижения связаны с созданием новых видов ядерного и термоядерного оружия и разработкой термоядерного реактора.
Специалист по теоретической и экспериментальной ядерной физике, физике высоких энергий, созданию ядерных зарядов с улучшенными энергетическими характеристиками. Автор работ по проблеме повышения безопасности ядерных зарядов и боеприпасов. Создал ряд физико-математических моделей работы ядерных и термоядерных зарядов в широком диапазоне внешних (в том числе экстремальных) условий с учётом газодинамических процессов и процессов переноса электромагнитного излучения и нейтронов. Разрабатывает проблемы конверсии оборонной науки и техники, а также применения достижений ядерной физики в мирных целях.

## Награды
- Лауреат Государственной премии РФ в области науки и техники (1994)
- Лауреат Государственной премии Российской Федерации имени Маршала Советского Союза Г. К. Жукова (2012)[3]
- Дважды лауреат Государственной премии СССР в области науки и техники (1968, 1981)
- Лауреат премии Правительства РФ
- Заслуженный деятель науки Российской Федерации (1999)[4]
- Награждён орденом Почёта (2004)
- Награждён орденами «За заслуги перед Отечеством» I (2022)[5], II (2008), III (2000) и IV степеней
- Благодарность Президента Российской Федерации (26 февраля 2024 года) — за большой вклад в развитие отечественной науки, многолетнюю плодотворную деятельность и в связи с 300-летием со дня основания Российской академии наук[6]
- Благодарность Президента Российской Федерации (21 сентября 2003) — за активное участие в организации и проведении мероприятий, посвященных 100-летию канонизации преподобного Серафима Саровского
- Почётная грамота правительства Российской Федерации (4 мая 2018 года) — за большой личный вклад в укрепление обороноспособности страны и многолетний плодотворный труд[7];
- Благодарность Правительства Российской Федерации (1 октября 2013 года) — за большой личный вклад в укрепление обороноспособности страны и многолетний добросовестный труд[8];
- Золотая медаль РАН им. А. Д. Сахарова (16 мая 2006) — за «Комплекс теоретических и экспериментальных работ по изучению и управлению ядерно-физическими и гидродинамическими процессами в плазме с высокой концентрацией энергии»[9]
- Почётный гражданин Нижегородской области (2007)[10]
- Почётный гражданин Нижнего Новгорода и Сарова
- Орден «Во славу флота российского» 1-й степени (15 деккбря 2017)
- Орден «Во славу флота российского» 2-й степени (12 декабря 2012)
- Орден святого преподобного Серафима Саровского I степени[11]
- Орден святого благоверного князя Даниила Московского I степени (2018)[12]
- Премия РАН за лучшие работы по популяризации науки (2015) — за серию публикаций творческих биографий выдающихся российских ученых — создателей отечественного ядерного оружия[13]